# NDISWrapper

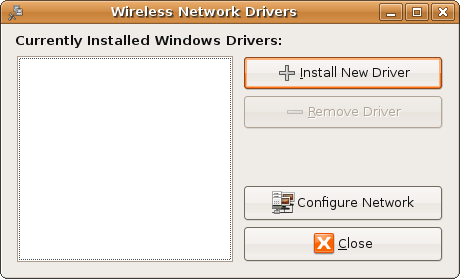
Ndisgtk

NDISWrapperは、無線LAN用のネットワークカードに付属するWindows向けデバイスドライバをLinuxで使えるようにする自由ソフトウェアである。すなわち、LinuxカーネルにWindowsカーネルの一部機能とNDISのAPIの実装を互換レイヤーとして提供するソフトウェアである。多くの無線ネットワークカードベンダーは Linux 向けドライバをリリースしていないので、LinuxディストリビューションにはNDISWrapperが含まれていることが多い。

## 使い方
NDISWrapperは、Linux上でネットワークカードのWindows向けドライバを利用できるようにする。最低限、ドライバのinfファイルと.sysファイルが必要である。
例えばdriverという名前のドライバがあるとする。ファイルとしてはdriver.infとdriver.sysがあり、vendorid:productidは0000:0000であるとする。NDISWrapperはドライバを/etc/ndiswrapper/driver/にインストールする。このフォルダには以下の3つのファイルがある。
- 0000:0000.conf - infファイルから抜き出した情報が格納されている。
- driver.inf - 本来のinfファイル
- driver.sys - 本来のライバ本体

## グラフィカルなフロントエンド
NDISWrapperのグラフィカルなフロントエンドとして、NdisgtkやNdisConfigがある。これらを使うと、完全にグラフィカルな環境でNDISWrapperを使うことができる。

## 類似プログラム
類似のプログラムとして次のものがある。

### Linuxant DriverLoader (Linux)
DriverLoaderはNDISWrapperと同等の機能を提供するLinux向け商用ツール

### Project Evil (BSD)
FreeBSDおよびNetBSDベースの同等プロジェクトとしてProject Evilがある。NDISWrapperとほぼ同じ方法だが、OpenBSDは反バイナリ・ブロブ主義であるためProject Evilには参加していない。Project EvilにはNDISWrapperのUSBサポートなどの機能が存在しない。